# Ujazd (województwo świętokrzyskie)
Ujazd – wieś w Polsce położona w województwie świętokrzyskim, w powiecie opatowskim, w gminie Iwaniska.
Wieś jest siedzibą sołectwa Ujazd, w skład którego wchodzą również miejscowości Haliszka i Toporów.

## Położenie
Ujazd znajduje się na południowo-wschodnim krańcu Gór Świętokrzyskich. Na południowy zachód od miejscowości rozpoczyna się Pasmo Iwaniskie, które rozciąga się po dolinę Wszachówki na zachodzie. W okolicach miejscowości rośnie kilka lasów. Największym z nich jest Las Plantowski położony na południowy zachód od Ujazdu.
Miejscowość leży ok. 15 km na południowy zachód od Opatowa, ok. 15 km na północny zachód od Klimontowa i ok. 25 km na północny wschód od Staszowa. Przez wieś przebiega droga wojewódzka nr 758 z Iwanisk do Tarnobrzega.
Ujazd jest punktem początkowym  zielonego szlaku rowerowego prowadzącego do Sandomierza. Przez wieś przechodzi  czerwony szlak turystyczny z Gołoszyc do Piotrowic oraz  niebieski szlak rowerowy do Opatowa. 

## Historia
Pierwsza wzmianka o miejscowości pochodzi z lat 1174-1176. Wieś wymieniana jest w akcie uposażenia klasztoru jędrzejowskiego. W 1210 r. ponownie w odnowieniu przywilejów tego klasztoru.
W XV w. Ujazd był własnością rodu Oleśnickich herbu Dębno. W połowie XV w. wraz z sąsiednimi Iwaniskami należał do Jana Głowacza Oleśnickiego. Istniał tu wówczas drewniany kościół parafialny pw. św. Piotra Apostoła. Łany kmiece, karczmy, zagrodnicy oraz folwark rycerski oddawały dziesięcinę miejscowemu plebanowi. Pleban z Ujazdu posiadał własną karczmę, z której pobierał czynsz w wysokości jednej seksageny. Miał tu również łąkę, ogród i dąbrowę. Pobierał dziesiątą grzywnę z dąbrów dworskich, gdy te były wydzierżawiane na wypas świń. Do parafii w Ujeździe należała połowa Iwanisk, który były jeszcze wówczas wsią.
W XVI w. wieś należała do rodu Zborowskich. Po nich przeszła na własność rodu Ossolińskich. Jako własność tych ostatnich wymieniana jest już w dokumencie z 1584 r.
W latach 1631-1644 Krzysztof Ossoliński wzniósł w Ujeździe wielki pałac w stylu włoskim, na szczycie wzgórza otoczonego z trzech stron głębokimi jarami. Pałac ten nazwany został Krzyżtoporem. Według przekazów Krzyżtopór miał cztery baszty reprezentujące pory roku, 12 wielkich sal reprezentujących miesiące, 52 pokoje (liczba tygodni w roku) i 365 okien. Nad jedną z komnat miał się znajdować szklany dach nad którym umieszczono zbiornik wodny ze złotymi rybkami.
W 1655 r. Szwedzi zdobyli i zniszczyli zamek. Zniszczony został też miejscowy kościół. Parafię przeniesiono do Iwanisk. W 1770 r. na zamku zamknęli się i bronili konfederaci barscy. Wówczas to zamek do reszty uległ zniszczeniu.
Po Ossolińskich dziedzicami Ujazdu byli kolejno: Kalinowscy, Wiśniowieccy, Morsztynowie, Pacowie, Sołtykowie, Łempicki i Orsetti.
Spis z 1827 r. wykazał tu 15 domów i 143 mieszkańców. Według Słownika geograficznego Królestwa Polskiego w 1883 r. funkcjonowała tu szkoła początkowa, było 35 domów i 333 mieszkańców. W skład dóbr Ujazd wchodziły wsie Ujazd i Toporów, Kopiec (Ujazd (województwo świętokrzyskie), [w:] Słownik geograficzny Królestwa Polskiego, t. IV: Kęs – Kutno, Warszawa 1883, s. 380.). Majątek miał powierzchnię 1441 mórg.
W latach 1975–1998 miejscowość należała administracyjnie do województwa tarnobrzeskiego.

## Zabytki
- Ruiny zamku Krzyżtopór, zbudowanego przez Krzysztofa Ossolińskiego w latach 1627-1644

Według rejestru zabytków NID na listę zabytków wpisane są obiekty:
- ruiny zamku „Krzyżtopór”, XVII w., nr rej.: A.515 z 4.12.1956, z 23.06.1967 i z 24.02.1977
- park, XVIII w., nr rej.: A.593 z 12.12.1957